# 巴雷拉區
6°01′59″S 77°54′54″W / 6.033°S 77.915°W
巴雷拉區（西班牙語：Distrito de Valera），是秘魯的一個區，位於該國北部亞馬遜大區的邦加拉省，始建於1933年11月3日，面積90.1平方公里，2005年人口1,042，人口密度每平方公里11.6人。